# シアターグリーン
シアターグリーン（英語：Theater Green）は、東京都豊島区南池袋二丁目20番4号にある小劇場。BIG TREE THEATER、BOX in BOX THEATER、BASE THEATERの3つの舞台からなる。

## 概要
隣接する仙行寺の社会事業として、若手演劇人に実験活動・自作自演の前衛環境を提供することを目的に開場した。
BIG TREE THEATER(座席数167)、BOX in BOX THEATER(座席数104)、BASE THEATER(座席数70)と3つの小劇場と稽古場及び系列の株式会社アリー・エンターテイメントの事務所からなっている。
周辺には日蓮正宗常在寺など寺社も多く南池袋公園もあり閑静な一角である。おそらく現存する都内最古の小劇場である。
現在はシアターグリーン学生芸術祭、グリーンフェスタの演劇祭を主催し、池袋演劇祭などにも参加している。

## 沿革
- 1968年同地にある仙行寺が宗教法人の社会事業の一つとして演劇活動の場を提供したのがはじまりである。
- 1972年には当初の「池袋アートシアター」から経営を引き継いだ関　敬の命名により現名称へ。シアター・グリーンのロゴは関　敬の友人であったイラストレーターの原田　治が作成。公園と寺院の木々に囲まれた一角にある事からその名がついたという。1980年には有限会社として整備されている。
- 2005年8月20日に豊島区が劇場の前の道に「シアターグリーン通り」という通称名を設定[4][5]
- 2005年9月15日に現在の建造物にリニューアルオープンした。
- 2006年9月「メインホール」を「BIG TREE THEATER」に[6]、「エリア171」を「BOX in BOX THEATER」に[7]、「小劇場」を「BASE THEATER」に[8]それぞれ改称した。

## シアターグリーン学生芸術祭
シアターグリーン学生芸術祭（ - がくせいげいじゅつさい）は2007年より毎年夏期に一番小さいBASE THEATERにて行われる。
参加資格は学生であることのみであるが卒業後一年であれば参加可能となっている。この演劇祭のグランプリの特典としてその年度の3月に行われる「おうさか学生演劇祭」の参加権が与えられる。演劇を志す大学生の登竜門となりつつあり、この演劇祭出身の団体、演劇人も少なくない。
- vol.1(2007年) ゴジゲン、劇団銀石
- vol.2(2008年) 範宙遊泳、アガリスクエンターテイメント
- vol.3(2009年) カムヰヤッセン、ろりえ
- vol.4(2010年) 荒川チョモランマ
- vol.5(2011年) 声を出すと気持ちいいの会、劇想からまわりえっちゃん、木皮成
- vol.6(2012年) ハイブリッドハイジ座、PAPALUWA
- vol.7(2013年) 第27班、レティクル東京座、劇団霞座、アナログスイッチ

## グリーンフェスタ
1977年より演劇祭「シアターグリーンフェスティバル」を50回以上にわたり開催。参加団体・作品の事前審査を一切行わず公募で募集、また参加全公演を観劇した観客の投票でシアター・グリーン賞を授与するという観客目線による作品審査が特徴の演劇祭で、劇団3○○ 、劇団スーパー・エキセントリック・シアターはじめ多数の劇団、劇作家、演出家、役者を輩出して若手劇団の登竜門となった。
2005年の劇場リニューアルに伴い、開催規模を拡大し若手劇団に限らず様々な団体に門戸を広げ、劇場創立40周年を記念して2008年より演劇祭「グリーンフェスタ」として開催している。
受賞作品には、「グリーンフェスタ賞」（最優秀賞）、「優秀賞」（数団体）の各賞が贈られる。

## 交通アクセス
鉄道

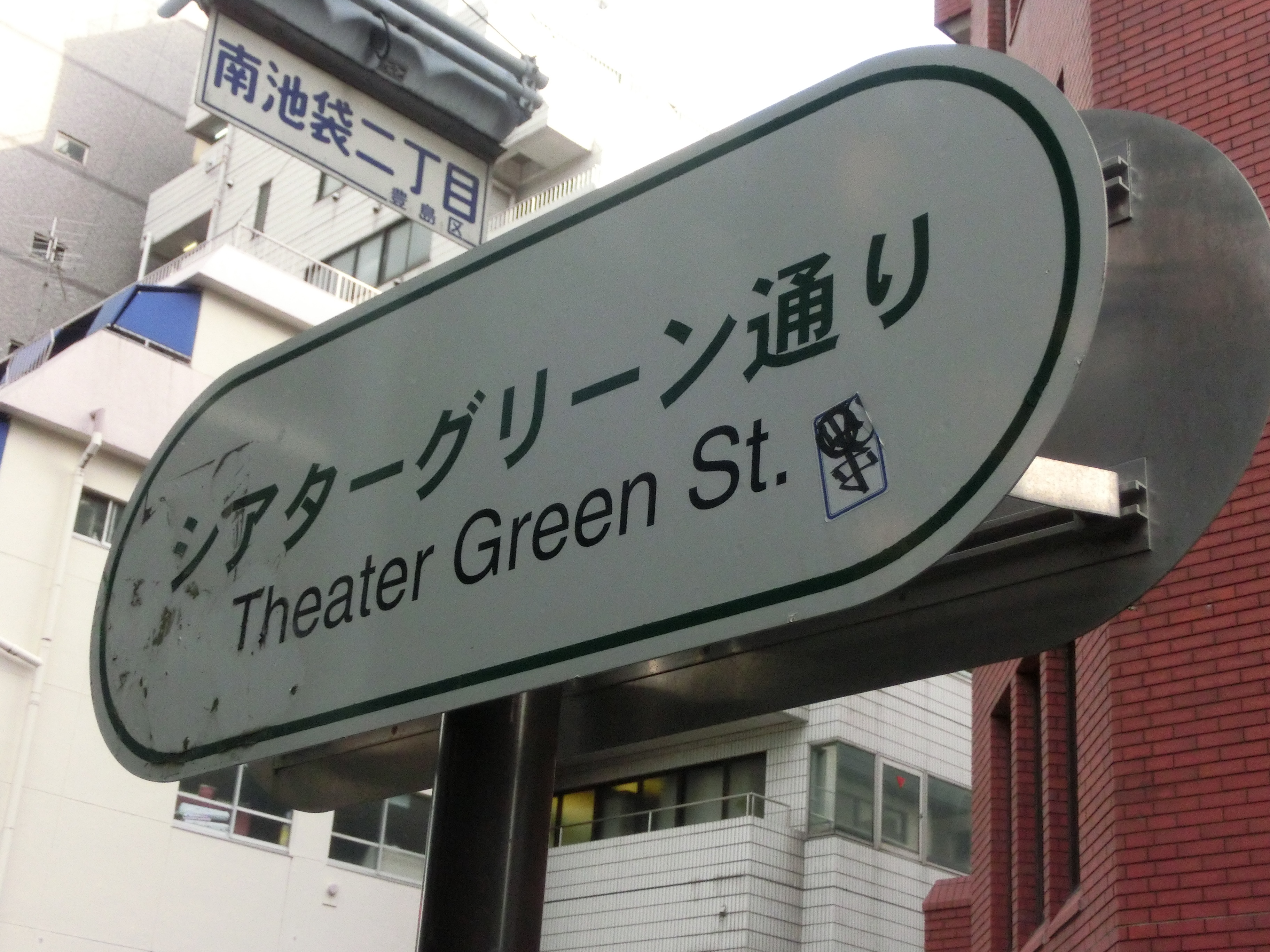
シアターグリーン通り

- JR山手線、埼京線、湘南新宿ライン、東武東上線、西武池袋線 池袋駅(東口)徒歩6分
- 東京メトロ丸ノ内線、有楽町線、副都心線 池袋駅（39出口）
- 東京メトロ有楽町線 東池袋駅徒歩5分
- 都電荒川線 都電雑司ヶ谷停留場徒歩約7分

路線バス
- 都営バス池86系統・池65系統、西武バス宿20系統 南池袋三丁目停留所
- IKEBUS 豊島区役所前停留所